# Naturéum
Das Naturéum (auch Muséum cantonal des sciences naturelles de l’Etat de Vaud) ist das 2023 entstandene naturwissenschaftliche Museum des Schweizer Kantons Waadt. Es besitzt umfangreiche Sammlungen aus verschiedenen Sparten der Naturwissenschaften, zeigt Ausstellungen an mehreren Standorten in Lausanne und führt zwei botanische Gärten.

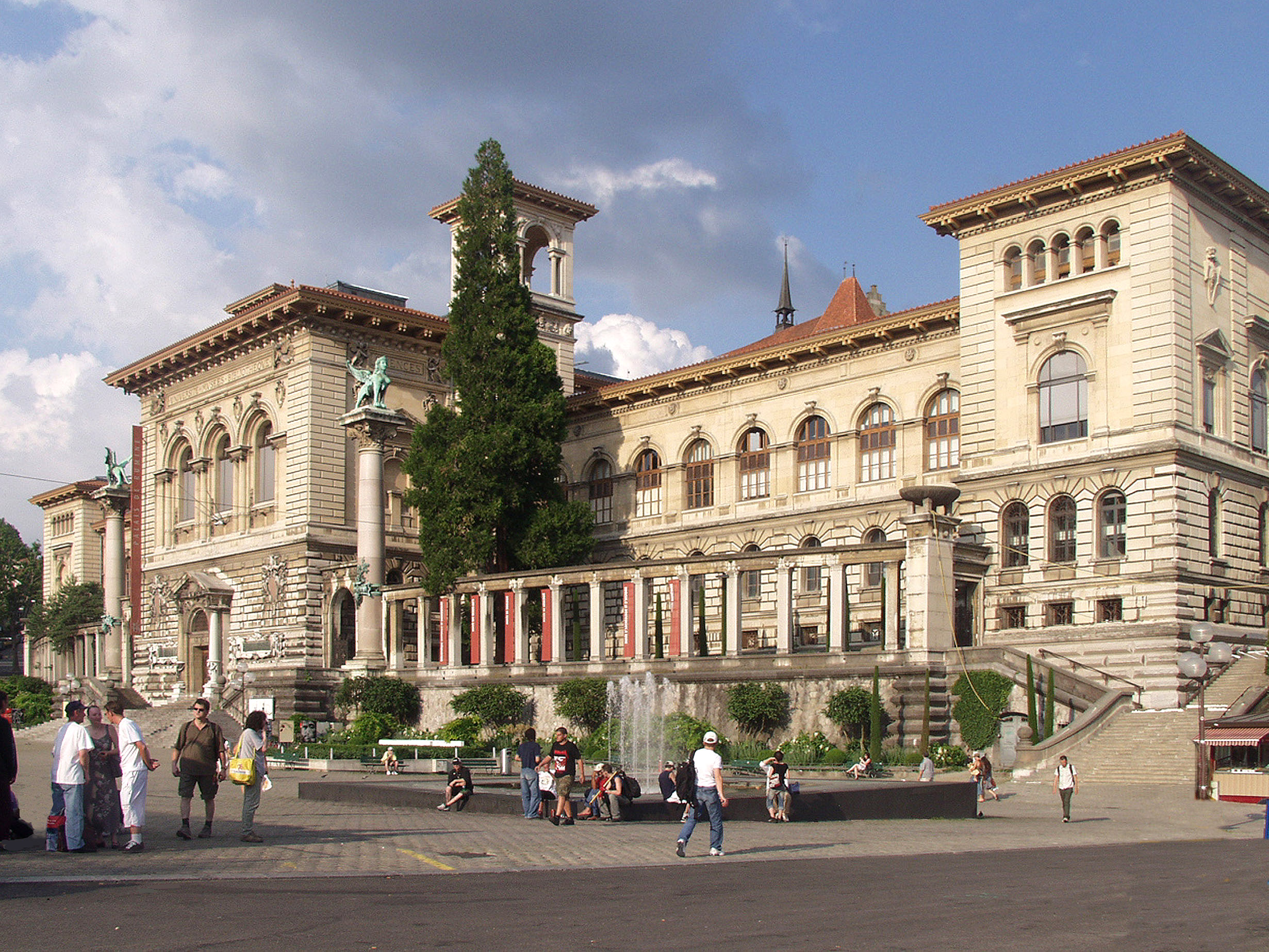
Palais de Rumine

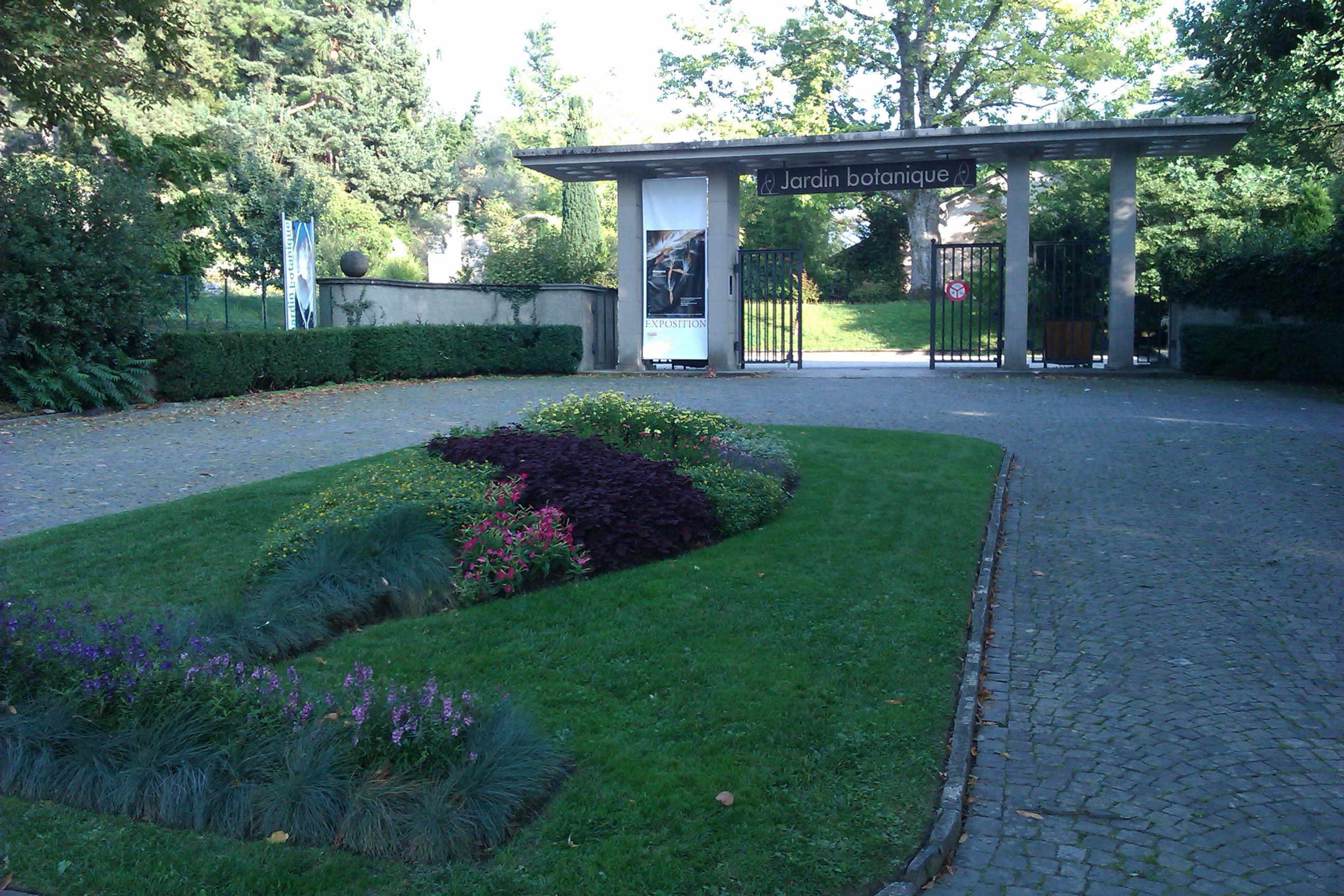
Botanischer Garten Lausanne

## Geschichte
Das Naturéum geht auf die 1818 mit archäologischen und historischen Objekten begründete staatliche Sammlung zurück, die sich schon bald durch den Ankauf der Mineralienkollektion des Lausanner Chemieprofessors Henri Struve (1751–1826) und verschiedene Schenkungen zu einem kantonalen Mehrspartenmuseum entwickelte. Dieses umfasste mehrere wissenschaftliche Sammlungen der Akademie Lausanne, aus welcher später die Universität Lausanne hervorging. Im 19. Jahrhundert wurden die Abteilungen des Museums als selbständige Institutionen organisiert: 1852 entstand das Musée des Antiquités (das heutige Kantonsmuseum für Archäologie und Geschichte). Die andern Sammlungen blieben vorerst unter dem Namen Musée d’histoire naturelle vereint, bis 1874 die vom Politiker Louis Ruchonnet geführte Regierung des Kantons Waadt die kantonalen Museen in Lausanne reorganisierte und ein zoologisches und ein geologisches Museum schuf. Aus der kantonalen Pflanzensammlung, dem Herbarium mit botanischen Exemplaren aus dem ganzen Kanton Waadt, entwickelte sich 1860 das botanische Museum, das von den Universitätsprofessoren für Botanik geführt wurde und mit dem botanischen Garten Lausanne und dem 1891 gegründeten Alpengarten Thomasia eine organisatorische Einheit bildete.
Die naturwissenschaftlichen Museen erhielten im 1905 gebauten Palais de Rumine in Lausanne neue Ausstellungsräume.
2021 beschloss der Kanton Waadt, die naturwissenschaftlichen Museen wieder zu vereinigen. Das Museum besitzt in den verschiedenen Spezialsammlungen des département de botanique, des département de zoologie und des départment de géologie etwa sieben Millionen Objekte. 2022 wurde der Biologe Nadir Alvarez, Professor an der Fakultät für Umweltwissenschaften der Universität Lausanne und bis 2022 Kurator am Naturmuseum Genf, zum ersten Direktor des neuen Muséum cantonal des sciences naturelles de l’Etat de Vaud gewählt, das am 1. Januar 2023 seinen Betrieb aufnahm.